# Pfalzgraf-Johann-Kaserne
Die Pfalzgraf-Johann-Kaserne war eine Garnison der deutschen Bundeswehr in der bayerischen Stadt Neunburg vorm Wald. Sie umfasste eine Fläche von 33 Hektar. Benannt wurde sie nach dem 1383 in Neunburg vorm Wald geborenen Pfalzgraf Johann. Sie wurde 1963 fertiggestellt und diente vorwiegend zur Unterbringung von Einheiten der Artillerie-, Panzerjäger- und der Panzertruppe. 2007 gab die Bundeswehr ihre Nutzung auf. Nach dem Verkauf des Kasernengrundstücks 2008 entstand durch Konversion aus der Militäranlage der Gewerbepark Plattenberg.

## Bau und Stationierungsgeschichte

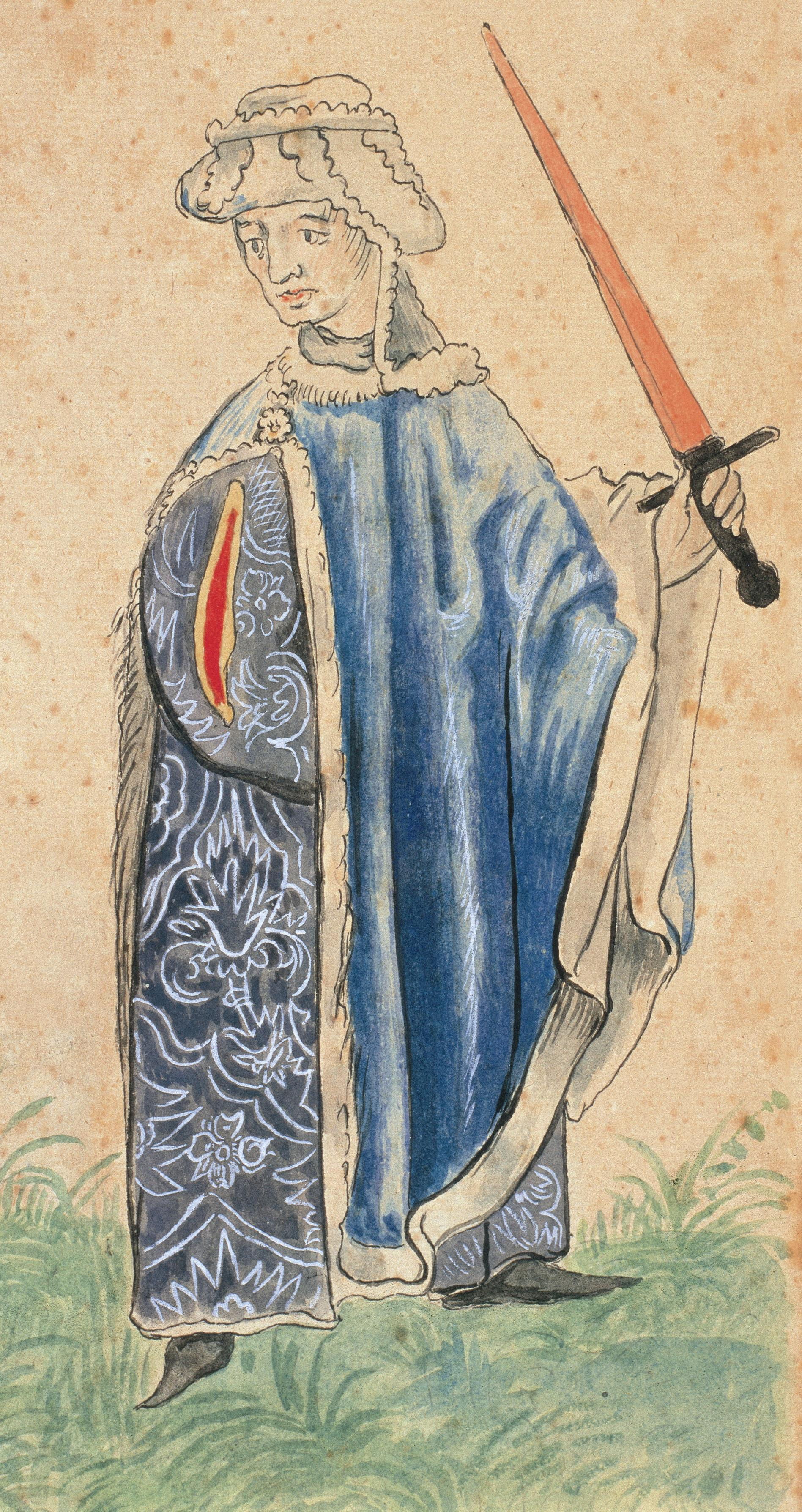
Johann von Pfalz-Neumarkt, Namensgeber der Kaserne

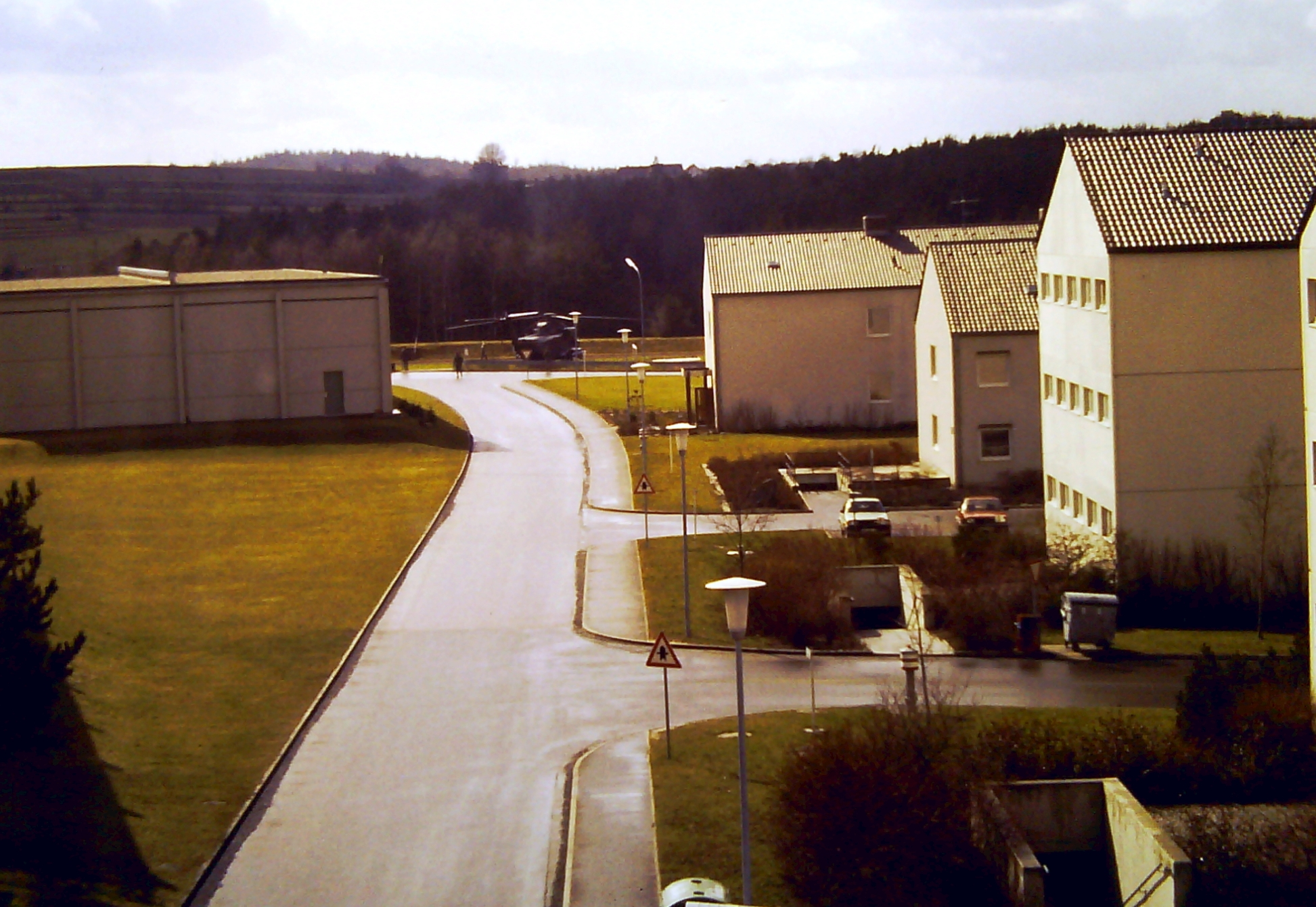
Stabs- und Unterkunftsgebäude sowie Hubschrauberlandeplatz, 1982

Die 1955 neu gegründete Bundeswehr benötigte für die Unterbringung ihrer Verbände und Einheiten Truppenunterkünfte. Dabei wurden zum einen von ehemaligen alliierten Besatzungstruppen freigemachte Kasernen übernommen. Zum anderen beendete der Bund zivile Nutzungen von Garnisonen, die noch in seinem Eigentum standen. Diese Maßnahmen allein reichten jedoch nicht aus, um den Bedarf zu decken. Daher musste der Bund weitere Kasernen neu errichten und ermöglichte es Kommunen, sich für die Stationierung der Bundeswehr zu bewerben. 1957 fanden erste Beratungen zur Schaffung einer Bundeswehrgarnison in Neunburg vorm Wald zwischen Vertretern der Stadt, des Landkreises und des Bundesverteidigungsministeriums statt. Für die Kasernenanlage wurde ein Gelände westlich von Neunburg vorm Wald ausgewählt. 1961 begannen die Bauarbeiten. Das Richtfest wurde am 27. Juni 1962 gefeiert. Am 5. März 1963 zogen die ersten 56 Soldaten des Panzerbataillons 114 ein. Am 1. April 1963 folgte das Feldartilleriebataillon 115. Die Einweihung der Kaserne und Verleihung des Namens „Pfalzgraf-Johann-Kaserne“ erfolgte am 9. Juni 1963.
Im Zuge der Einnahme der Heeresstruktur 3 erfolgten 1970/71 am Standort Umgliederungen des Feldartilleriebataillons 115 zu einem Panzerartilleriebataillon sowie des Panzerbataillons 114 zu einem Panzerjägerbataillon. In Vorbereitung auf die Heeresstruktur 4 wurde die Kaserne erweitert. Für diese Neubauten, darunter eine Instandsetzungshalle, fand am 29. Mai 1979 das Richtfest statt. Im Mai 1980 konnte das neue Stabs- und Lehrsaalgebäude bezogen werden. Es bezogen Teile eines neuen, teilgekaderten Panzergrenadierbataillons und eine Panzerjägerkompanie die Kaserne. Das Panzerjägerbataillon 114 gliederte wieder in ein Panzerbataillon zurück, nachdem sich die Stärkung der Jägerkomponente in der Bundeswehr nicht bewährt hatte.
Im November 1989 erfolgte die Unterbringung von Bürgern aus der DDR in einer Sporthalle der Kaserne. Mit dem Ende des Kalten Krieges, dem Zwei-plus-Vier-Vertrag und der Deutschen Wiedervereinigung musste die Bundeswehr verringert werden. Am Standort lösten sich deshalb 1992 das Panzerbataillon 114 und Teile des Panzergrenadierbataillons 111 auf. 1997 wurde die Panzerjägerkompanie außer Dienst gestellt.
Am 11. Januar 1999 verlegte die VII. Inspektion der Heeresunteroffizierschule Weiden nach Neunburg vorm Wald. Das Stationierungskonzept der Bundeswehr von 2001 sah für Neunburg vorm Wald noch 605 Dienstposten vor. Am 27. April 2004 fand die Einweihung des neuen Offizierskasinos statt. Doch im November 2004 entschied sich Bundesverteidigungsminister Peter Struck gegen den Erhalt des 750 Dienstposten umfassenden Standortes.
Folgende Einheiten, Verbände, Dienststellen und Stäbe waren in der Pfalzgraf-Johann-Kaserne stationiert:
| Einheit                                                   | Stationierung ab   | Herkunft | Stationierung bis                                            | Verbleib                                                                     |
| --------------------------------------------------------- | ------------------ | --- | ------------------------------------------------------------ | ---------------------------------------------------------------------------- |
| Panzerbataillon 114                                       | 5. März 1963       | verlegt nach Aufstellung am 1. September 1962 in Kümmersbruck, Schweppermann-Kaserne und Zwischenstationierung ab 7. Januar 1963 in Hohenfels, Truppenübungsplatz                                              | 30. September 1970                                           | in Panzerjägerbataillon 114 umgegliedert                                     |
| Feldartilleriebataillon 115                               | 1. April 1963      | verlegt nach Aufstellung am 16. Februar 1959 in Weiden in der Oberpfalz, Metzer Kaserne und Zwischenstationierung ab 1. Juli 1959 in Roding, Arnulf-Kaserne                                                    | 30. September 1971                                           | in Panzerartilleriebataillon 115 umgegliedert                                |
| Ausbildungskompanie 12/4                                  | 26. September 1963 | 1. April 1970 | in Feldartilleriebataillon 115 als 4. Kompanie eingegliedert |                                                                              |
| Panzerjägerbataillon 114                                  | 1. Oktober 1970    | aus Panzerbataillon 114 | 31. März 1981                                                | in Panzerbataillon 114 umgegliedert                                          |
| Materialausstattung Sanitätsbereich 62/10                 | 1. Juli 1972       | neu aufgestellt | 30. September 1998                                           | aufgelöst                                                                    |
| Zahnstation (Terr) H 637                                  | 1. Juli 1973       | neu aufgestellt | 31. März 1981                                                | in Zahnarztgruppe 616/3 umbenannt                                            |
| Panzerjägerkompanie 110                                   | 1. Juli 1980       | neu aufgestellt | 31. März 1997                                                | aufgelöst                                                                    |
| Panzerbataillon 114                                       | 1. April 1981      | aus Panzerjägerbataillon 114 | 30. September 1992                                           | aufgelöst                                                                    |
| 1./Panzergrenadierbataillon 111 TE 37                     | 1. April 1981      | neu aufgestellt | 30. September 1992                                           | aufgelöst                                                                    |
| 4./Panzergrenadierbataillon 111                           | 1. April 1981      | neu aufgestellt | 30. September 1992                                           | aufgelöst                                                                    |
| Kasernenfeldwebel mit Standortaufgaben Neunburg vorm Wald | 1. April 1981      | neu aufgestellt | 30. September 1994                                           | in Kasernenfeldwebel Neunburg vorm Wald umbenannt                            |
| Zahnarztgruppe 616/3                                      | 1. April 1981      | aus Zahnstation (Terr) H 637 | 31. Dezember 1998                                            | aufgelöst                                                                    |
| Fahrschulgruppe Neunburg vorm Wald                        | 1. Januar 1986     | neu aufgestellt | 31. März 1994                                                | aufgelöst                                                                    |
| Kasernenfeldwebel Neunburg vorm Wald                      | 1. Oktober 1994    | aus Kasernenfeldwebel mit Standortaufgaben Neunburg vorm Wald | 31. März 1999                                                | aufgelöst                                                                    |
| Standortsanitätszentrum Neunburg vorm Wald                | 1. Oktober 1998    | neu aufgestellt |                                                              | aufgelöst                                                                    |
| VII. Inspektion der Heeresunteroffizierschule Weiden      | 11. Januar 1999    | verlegt aus Weiden, Ostmark-Kaserne |                                                              | aufgelöst                                                                    |
| Truppenarzt Neunburg vorm Wald                            | 1. November 1999   | neu aufgestellt | 31. März 2005                                                | aufgelöst                                                                    |
| Panzerartilleriebataillon 355 (Geräteeinheit)             | 1. Oktober 2002    | verlegt nach Aufstellung am 16. Oktober 1967 in Mellrichstadt, Hainberg-Kaserne, Zwischenverlegung am 1. April 1971 nach Wildflecken, Rhön-Kaserne, sowie Umwandlung zum 1. Oktober 2002 in eine Geräteeinheit | 30. Juni 2007                                                | verlegt nach Pfreimd, Oberpfalz-Kaserne, dort zum 31. Oktober 2008 aufgelöst |
| Standortfernmeldeanlage 627/303                           |                    | neu aufgestellt |                                                              | aufgelöst                                                                    |

Die letzten Soldaten verließen am 28. Juni 2007 die Kaserne. Die Bundesanstalt für Immobilienaufgaben übernahm die Anlage zum 1. Oktober 2007.

## Konversion
Im November 2005 vergab der Stadtrat von Neunburg vorm Wald den Auftrag zur Erarbeitung eines marktorientierten Entwicklungskonzeptes für eine zivile Nachnutzung des Kasernenareals. Es wurden sechs Nachnutzungsszenarien untersucht. Dazu gehörten die Konversion zu einem Freizeitpark, zu einem Gewerbegebiet mit Verkauf am Ort der Produktion, zu einem Wohngebiet, zu einer Justizvollzugsanstalt, zu einem Jugend-Ausbildungszentrum oder zu einem Bildungszentrum für Aus-, Fort- und Weiterbildungsmaßnahmen. Im Ergebnis wurde eine gewerbliche Nutzung zusammen mit Bildungs- und Freizeiteinrichtungen empfohlen. Das Konzept wurde im Juni 2008 der Stadt übergeben. Bereits im Frühjahr 2007 hatte die Bundesanstalt für Immobilienaufgaben ein Bieterverfahren durchgeführt, in dem jedoch lediglich Interessenbekundungen für Teilflächen eingingen. Dies änderte sich jedoch 2008, als ein Kaufgesuch für das gesamte Areal vorgelegt wurde. Am 23. Dezember 2008 erwarb ein Investor mit einer eigens durch Gesellschaftsvertrag vom 16. Dezember 2008 gegründeten Gesellschaft das gesamte Grundstück vom Bund, um eine gewerbliche Nutzung mit einem Logistikzentrum auf dem ehemaligen Militärgelände umzusetzen. Im Rahmen eines Durchführungsvertrages verpflichtete sich das Unternehmen, mindestens 5,2 Millionen Euro zu investieren und 210 Arbeitsplätze zu schaffen.
Die Stadt Neunburg vorm Wald fasste am 28. Mai 2009 den Aufstellungsbeschluss für den vorhabenbezogenen Bebauungsplan mit integrierter Grünordnung für den Gewerbepark Am Plattenberg. Am 24. Februar 2011 beschloss die Stadt den Plan als Satzung, die am 14. Juli 2011 in Kraft trat. Der Bebauungsplan legte für den ehemaligen Hauptzufahrtsbereich der Kaserne sowie für das Offiziersheim zwei Mischgebiete fest. Das übrige Gelände wurde mit 9 Gewerbegebietsflächen überplant.
Es entstanden ein Hotel- und Gastronomiebetrieb. Der Hauptinvestor, ein Autovermietungsunternehmen, errichtete eine Lackiererei und baute ein Gebäude zur Auktionshalle um. Zwei Unterkunftsgebäude mussten zusätzlichen Stellplätzen weichen. Vorwiegend gebrauchte Mietfahrzeuge durchliefen eine Überprüfung, Wartung und Instandsetzung, um weiterveräußert zu werden. Bis zu 235 Beschäftigte waren in der ehemaligen Kaserne tätig.
Durch den Bürgerkrieg in Syrien sowie weiteren Konflikten stieg bereits 2014 die Zahl der Flüchtlinge nach Deutschland. Bereits im Vorfeld der Flüchtlingskrise in Europa 2015/2016 wurde die Aufnahme von Flüchtlingen in der ehemaligen Kaserne in Neunburg vorm Wald erwogen. Bereits am 31. Juli 2014 fasste der Stadtrat daher den Aufstellungsbeschluss für die 1. Änderung des Bebauungsplans, um ein Sondergebiet „Anlagen für soziale Zwecke – Asyl“ im östlichen Teil des früheren Militärgeländes auszuweisen. Der entsprechende Satzungsbeschluss erfolgte am 26. Februar 2015. Der Bebauungsplan trat am 4. Mai 2015 in Kraft. Zur Umsetzung mussten zudem Emissionskontingente verändert werden, um Konflikte durch Lärmbelastungen durch die gewerblichen Nutzungen auszuschließen. Dies erforderte eine 2. Änderung des Bebauungsplans, deren Aufstellung am 18. Dezember 2014 beschlossen wurde. Der Stadtrat billigte diese Anpassung am 26. Februar 2015, so dass die Änderungssatzung am 4. Mai 2015 in Kraft trat.
2024 gab der Autovermieter den Aufbereitungs- und Verkaufsstandort in der Kaserne auf und bot sein Grundstück von mehr als 27 Hektar zum Verkauf an. Damit stand ein Großteil des Areals wieder leer.